# Brettus cingulatus
Brettus cingulatus är en spindelart som beskrevs av Tord Tamerlan Teodor Thorell 1895. Brettus cingulatus ingår i släktet Brettus och familjen hoppspindlar. Inga underarter finns listade.